# Al gran sole carico d'amore
Al gran sole carico d'amore est une œuvre lyrique en deux parties du compositeur italien Luigi Nono, sur des textes (notamment) de Bertolt Brecht, Tania Bunke, Fidel Castro, Che Guevara, Georgi Dimitrov, Maxime Gorki, Gramsci, Lénine, Karl Marx, Louise Michel, Cesare Pavese et Arthur Rimbaud, Celia Sánchez et Haydée Santamaria.
Composée en 1974 sur une commande du Teatro alla Scala et dédiée au chef d'orchestre Claudio Abbado et au pianiste Maurizio Pollini, l'œuvre a été créée au Teatro Lirico de Milan le 4 avril 1975 sous la direction de Claudio Abbado et dans une mise en scène de Youri Lioubimov, avant d'être reprise dans une version révisée à la Scala le 11 février 1978 sous la direction de Giuseppe Sinopoli.

## Genèse

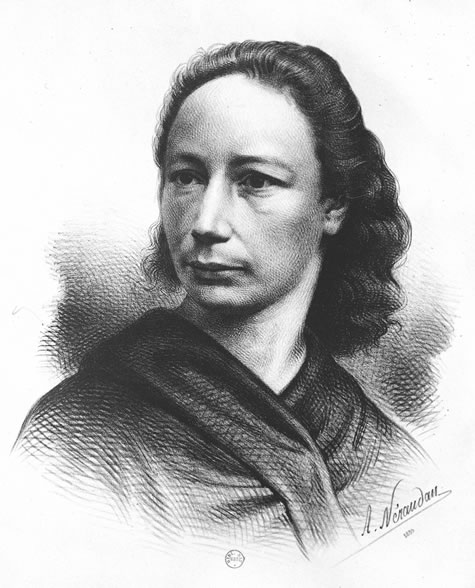
Louise Michel

Le titre provient d'un vers du poème Les Mains de Jeanne-Marie d'Arthur Rimbaud, un chant à la gloire des femmes de la Commune :
« Une tache de populace

Les brunit comme un sein d'hier ;

Le dos de ces Mains est la place

Qu'en baisa tout Révolté fier !

Elles ont pâli, merveilleuses,

Au grand soleil d'amour chargé,

Sur le bronze des mitrailleuses

À travers Paris insurgé ! »

## Composition
La pièce, d'une durée approximative de deux heures, est sous-titrée « azione scenica in due tempi » (« action scénique en deux temps ») mais est entrée au répertoire comme un opéra.
La composition de l'orchestre est la suivante : 
- 8 voix solistes (4 soprani, 1 contralto, 1 baryton, 2 basses) ;
- 2 chœurs mixtes ;
- 9 instruments solistes (violons, altos, violoncelles, contrebasse) ;
- grand orchestre : 8 flûtes, 4 hautbois, 5 clarinettes, 4 bassons, 4 cors, 4 trompettes, 4 trombones, 7 percussions, 2 timbales, harpe amplifiée, cordes (10 premiers violons, 10 seconds violons, 10 altos, 10 violoncelles, 10 contrebasses) ;
- bande magnétique.

La partition a été publiée chez Ricordi, à Milan.

## Analyse
Bâtie sur le thème de la répression de la commune en 1871 (« temps I ») et de l'insurrection russe de 1905 (« temps II »), la pièce est dramatique sans comporter aucune action narrative : au sens strict, il ne s'y passe rien. Le livret consiste en un collage de textes choisis et ordonnés par Nono et Lioubimov : Brecht (Les Jours de la Commune), Tania Bunke (compagne de Che Guevarra), Fidel Castro, Che Guevarra, Dimitrov, Gorki, Gramsci, Lénine, Karl Marx, Louise Michel, Cesare Pavese, Arthur Rimbaud, Celia Sánchez et Haydée Santamaria. Les aller-retour entre l'orchestre, les voix et la bande magnétique conduisent à une dramatisation presque expressionniste d'un discours musical tendu, dissonant et lyrique mettant en valeur la tragédie des victimes, notamment féminines, de la répression bourgeoise.
L'œuvre s'ouvre sur un prélude que Nono refuse de nommer exactement comme tel : il est intitulé « Come preludio » et sous-titré en espagnol « La belleza no está reñida con la revolutión », phrase attribuée à Che Guevara. Utilisant la soprano solo, le grand chœur, les percussions et la bande magnétique, ce « Come preludio » débute de manière presque inaudible dans un froissement de papiers, avant de monter progressivement en puissance avec le chœur chantant-parlant une phrase se référant au Che Guevara et à Louise Michel : « Pour ce cœur vaste et secourable - ivre de solidarité - le seul air qui soit respirable - c'est l'amour de l'humanité ».
Le premier « temps » (« tempo I »), intitulé « Nous reviendrons foule sans nombre », compte neuf scènes. Le « tempo II », sous-titré « La notte e lunga ma gia spunta l'alba », compte sept scènes, outre un finale.

## Discographie
Al gran sole carico d'amore a été enregistré le 19 juin 2001 sous la direction de Lothar Zagrosek avec Helmut Holzapfel, Melinda Liebermann, Markus Marquardt et Mark Munkittrick pour le label Elektra, en version CD (numéro de catalogue 81059).